# Scholochowo (Kaliningrad, Nesterow)
Scholochowo (russisch Шолохово, deutsch Willkinnen, 1938–1945 Willdorf) ist ein Ort in der russischen Oblast Kaliningrad. Er gehört zur kommunalen Selbstverwaltungseinheit Stadtkreis Nesterow im Rajon Nesterow.

## Geographische Lage
Scholochowo liegt neun Kilometer nordwestlich der Rajonstadt Nesterow (Stallupönen/Ebenrode) an der Kommunalstraße 27K-183, die Furmanowka (Kattenau) mit der Rajonstadt verbindet und drei Kilometer westlich von Nesterow auf die Föderalstraße A229 (ehemalige deutsche Reichsstraße 1, heute auch Europastraße 28) trifft.
Der Scholochowo nächstgelegene Bahnhof ist der in Nesterow an der Bahnstrecke Kaliningrad–Tschernyschewskoje (Teilstück der ehemaligen Preußischen Ostbahn).

## Geschichte
Das frühere Willkinnen war eine von zehn Landgemeinden bzw. Gutsbezirken, die am 24. Juni 1874 den Amtsbezirk Kattenau (russisch: Sawety) bildeten bildeten. Politisch-ideologische Gründen führten dazu, dass Willkinnen am 3. Juni 1938 – mit amtlicher Bestätigung vom 16. Juli 1938 – in „Willdorf“ umbenannt wurde. Bis 1945 war der Ort in den Kattenauer Amtsbezirk im Landkreis Stallupönen (1938–1945 Ebenrode) im Regierungsbezirk Gumbinnen in der preußischen Provinz Ostpreußen eingegliedert.
Als Folge des Zweiten Weltkrieges kam der Ort unter sowjetische Verwaltung. Im Jahr 1950 erhielt er den russischen Namen Scholochowo und wurde gleichzeitig dem Dorfsowjet Prigorodny selski Sowet im Rajon Nesterow zugeordnet. Später gelangte er in den Sawetinski selski Sowet. Von 2008 bis 2018 gehörte Scholochowo zur Landgemeinde Iljuschinskoje selskoje posselenije und seither zum Stadtkreis Nesterow.

### Einwohnerentwicklung
| Jahr | Einwohner |
| ---- | --------- |
| 1910 | 66        |
| 1933 | 69        |
| 1939 | 60        |
| 2002 | 18        |
| 2010 | 15        |

## Kirche
Vor 1945 waren die mehrheitlich evangelischen Einwohner Willkinnens resp. Willdorfs in das Kirchspiel Kattenau (russisch: Sawety) eingegliedert, das eines der ältesten im Kirchenkreis Stallupönen (1938–1946 Ebenrode, russisch: Nesterow) war. Dieser gehörte zur Kirchenprovinz Ostpreußen der Kirche der Altpreußischen Union. Der letzte deutsche Geistliche des Kirchspiels Kattenau war Pfarrer Klaus Wegner.
Nach 1945 kam während der Sowjetzeit das kirchliche Leben zum Erliegen. Erst in den 1990er Jahren bildete sich im Nachbarort Babuschkino (Groß Degesen) wieder eine evangelische Gemeinde, die sich in die neuerrichtete Propstei Kaliningrad der Evangelisch-Lutherischen Kirche Europäisches Russland (ELKER) eingliederte. Das zuständige Pfarramt ist das der Salzburger Kirche in Gussew (Gumbinnen).